# بيكوفو (مقاطعة موسكو)
بيكوفو (بالروسية: Быково) هي مدينة في مقاطعة موسكو أوبلاست في روسيا. يبلغ عدد سكانها حوالي 8900 نسمة.